# Rune Tangen
Rune Tangen (* 16. Dezember 1964 in Moss) ist ein ehemaliger norwegischer Fußballspieler und aktueller Fußballtrainer. Derzeit steht er beim unterklassigen Ekholt BK als Trainer unter Vertrag.
Er gilt neben Jan Einar Aas als einer der besten Spieler in der Geschichte von Moss FK, wo er auch einen Großteil seiner Karriere verbracht hat. Mit Moss gewann er alle, in Norwegen relevanten, Vereinstitel ab der Jugendmeisterschaft.

## Vereinskarriere

### Karrierebeginn
Tangen begann seine Spielerkarriere im Alter von 10 Jahren in der Jugend seines Heimatvereins Moss FK. 1983 wurde er mit der Jugendmannschaft zuerst Bezirksmeister und später auch landesweiter Jugendmeister. Das Finalspiel fand in Mosjøen gegen den damaligen Talentelieferanten Mosjøen IL statt. Moss gewann vor einer für Jugendspiele damaligen Rekordkulisse von 3500 bis 4000 Zuschauern mit 3:2. Ein Großteil der Zuschauer waren Moss-Fans.
Im selben Jahr debütierte er auch im Pokal und der Liga für die Profimannschaft von Moss FK und feierte mit dem Gewinn des norwegischen Pokals seinen ersten Titel als Profi. Ab 1984 avancierte er zum Stammspieler im Verein und der norwegischen U-21 Nationalmannschaft. 1985 stieg er erstmals unglücklich als Tabellenzehnter mit der Mannschaft in die 1. divisjon fotball ab.
In Folge hielt der Verein den Mannschaftsstamm rund um Routinier Jan Einar Aas beim Verein und schaffte postwendend als Zweitligameister den souveränen Wiederaufstieg. 1987 war Tangen daraufhin ein wichtiger Bestandteil der Moss, die überraschend erstmals den norwegischen Meistertitel holte.
Moss, als Aufsteiger eigentlich eher als Abstiegskandidat gehandelt, lieferte sich über die gesamte Spielzeit einen Zweikampf um den Titel gegen Molde FK, der nach einem Sieg im direkten Duell in der vorletzten Runde fixiert werden konnte. Neben Kapitän Einar Aas und Torschützenkönig Jan Kristian Fjærestad galten vor allem Erland Johnsen und Tangen, die die jüngste Innenverteidigung der Liga bildeten, als Garanten für den Titelgewinn.
Es folgten drei unspektakuläre Saisonen im Mittelfeld der Liga, in der die Meistermannschaft entweder durch Verkäufe (u. a. Johnsen zum FC Bayern München) oder Rücktritte (Einar Aas) kontinuierlich zerfiel. Zumeist wurde versucht, die Abgänge durch eigene Talente zu ersetzen, das 1990 zum zweiten Abstieg in der Vereinsgeschichte führte. Tangen, inzwischen Nationalspieler Norwegens, war daraufhin ebenfalls nicht mehr zu halten und wechselte zum Großklub Rosenborg Trondheim.

### Erfolgreiche Zeit in Trondheim
In Trondheim bildete er fortan mit Trond Henriksen eine routinierte Innenverteidigung, neben der die Defensivtalente Bjørn Tore Kvarme, Ståle Stensaas, Bjørn Otto Bragstad, Stig Inge Bjørnebye zu Spitzenspielern reifen konnten. 1991 wurde er mit Rosenborg noch knapp Vizemeister hinter Viking Stavanger, ehe er mit dem Verein ab 1992 zum Maß aller Dinge in Norwegen avancierte. 1992 feierte er den Gewinn des norwegischen Doubles, 1993 einen weiteren Meistertitel. Trotz seines Status als Stammspieler und einem neuen Vertragsangebot von Rosenborg entschied er sich daraufhin überraschend zu einer Rückkehr zu Moss, welches seit seinem Abgang in der Zweitklassigkeit herumdümpelte.
Wieder bei Moss schaffte er abermals als Zweitligameister den Wiederaufstieg in die Eliteserien, wo man jedoch das Husarenstück von 1987 nicht mehr wiederholen konnte. Trotz eines hochtalentierten Martin Andresen und eines überragenden Tangen an seinem Leistungszenit konnte man nur sieben Ligaspiele gewinnen und stieg als Tabellenzwölfter, Punktegleich mit Strømsgodset IF, abermals unglücklich wieder ab.

### Auslandsjahre
Kurz nach dem Abstieg wechselte er daraufhin erstmals auf Leihbasis ins Ausland nach Österreich zu FC Tirol Innsbruck. Der Wechsel wurde vom damaligen Tiroler Sportchef Ove Flindt-Bjerg eingefädelt, der aufgrund einer schweren Verletzung von Michael Baur dringend einen Abwehrchef verpflichten musste.
Gleich bei seinem Debüt gelang ihm daraufhin ein Tor. Es folgten zwei weitere Spiele, ehe er sich ebenfalls schwer verletzte. Durch den Abgang von Baur in der Winterübertrittszeit nach Japan zu den Urawa Red Diamonds, entschloss sich Tirol jedoch trotzdem zum Kauf von Tangen, der die gesamte weitere Saison rekonvaleszent blieb.
In der Spielzeit 1997/98 war Tangen wieder fit und bildete am Beginn der Saison mit Aleksander Knavs die Innenverteidigung von Tirol. Der gerade wieder aus Japan zurückgekehrte Baur erhielt vorerst hingegen einen Platz im defensiven Mittelfeld der Mannschaft. Im Hinspiel der ersten Runde des UEFA-Cups gegen Celtic Glasgow, welches Tirol als krasser Außenseiter mit 2:1 für sich entscheiden konnte, bot er daraufhin eine überragende Leistung, die jedoch durch eine katastrophale Mannschafts-Performance im Rückspiel überschattet wurde. Da sich Tirol nicht zwei Topverdiener wie Tangen und Baur leisten wollte, gab man ihn daraufhin noch in der Herbstübertrittszeit an Ligakonkurrent LASK Linz ab.
Landsmann und LASK-Trainer Per Brogeland hatte Tangen zuvor zum absoluten Wunschspieler erklärt und machte ihn auf Anhieb zum Abwehrchef der Linzer. Bei der damaligen Norweger-Dependance LASK, neben Brogeland waren mit Hai Ngoc Tran, Vidar Riseth und Geir Frigård noch drei weitere „Nordmänner“ unter Vertrag, lebte sich Tangen schnell ein und avancierte zu einem der Leistungsträger der Mannschaft. Mit Tangen schaffte es der LASK sich mit gefälligem Fußball im Spitzenfeld der Liga festzusetzen, ehe der Verein im Zuge der „Rieger-Affaire“ rund um Präsident Wolfgang Rieger fast in die Insolvenz schlitterte. Als Konsequenz kam es zu rigorosen Sparmaßnahmen, woraufhin fast die gesamte Mannschaft zerbrach.

### Karriereausklang
Tangen wechselte daraufhin ablösefrei zu seinem geplanten Karriereausklang zurück zu Moss FK. In Folge war er bis zum Ende 2002 als Stammspieler aktiv, ehe er nach dem dritten Abstieg mit Moss sein offizielles Karriereende bekanntgab. Zum Ende der Spielzeit 2003 folgte sein erstmaliger Rücktritt vom Rücktritt, als er das stark abstiegsbedrohte Moss als Spielertrainer übernahm. Er absolvierte die letzten acht Meisterschaftsspiele und schaffte den Klassenerhalt. 2004 feierte er in den letzten zwei Saisonspielen ein weiteres Comeback. Moss benötigte dringend 6 Punkte aus den letzten zwei Spielen, um nicht in die Bedeutungslosigkeit der dritten Liga zu versinken. Moss gewann beide Spiele, wobei Tangen das entscheidende Tor zum 1:0-Sieg im vorletzten Spiel erzielte. 2009 folgte sein bisher letztes Comeback als Ersatztorhüter. Durch eine Verletzungsserie hatte der Verein nur noch einen fitten Tormann zur Verfügung, woraufhin Tangen als Ersatztorhüter für fünf Spiele auf der Bank Platz nahm.

## Trainerkarriere
Nach seinem Karriereende begann er bei Moss FK als Assistent von Erik Brakstad seine Trainerkarriere. Nach der chronischen Erfolglosigkeit von Brakstad entschied sich die Vereinsführung bald Tangen als Spielertrainer zu installieren. Diese Funktion behielt er bis zum Herbst 2003, ehe auch er wegen Erfolglosigkeit wieder ins zweite Glied zurückmusste. Bis 2009 arbeitete er daraufhin als Assistent verschiedener Trainer in der Profiabteilung, ab 2005 betreute er zusätzlich auch noch Moss FK II als Cheftrainer.
2009 gab er überraschend nach über 30 Jahren seinen Abschied vom Verein bekannt und übernahm den vakanten Trainerposten beim unterklassigen Ekholt BK.

## Nationalmannschaft
Von 1984 bis 1985 lief er insgesamt dreizehn Mal für die norwegische U-21 Mannschaft auf.
1988 spielte er im einzigen Spiel der norwegischen B-Nationalmannschaft in den 80ern gegen die englische B-Nationalmannschaft. Das am 22. Mai 1989 in Stavanger ausgetragene Spiel endete mit einer 0:1-Niederlage gegen die Engländer.
Am 26. April 1988 debütierte er daraufhin beim 0:0 im Freundschaftsspiel gegen Schweden in der A-Nationalmannschaft. In Folge dauerte es bis zum Februar 1990, ehe er wieder in der Nationalmannschaft eingesetzt wurde. Am 4. Februar 1990 gelang ihm beim 3:2 im Freundschaftsspiel gegen Südkorea sein einziger Torerfolg für sein Land. Am 7. Februar 1990 lief er das letzte Mal im Freundschaftsspiel gegen Malta in der Nationalmannschaft auf.

## Erfolge

### Im Verein
- 3 × Norwegischer Meister: 1987, 1992, 1993
- 2 × Norwegischer Pokalsieger: 1983, 1992
- 2 × Meister: 1. divisjon fotball (zweithöchste Spielklasse): 1986, 1995
- 1 × Norwegischer Vizemeister: 1991
- 1 × Norwegischer Jugendmeister: 1983
- 1 × Jugend-Bezirks-Meister (Østfold): 1983

### Als Spieler
- 1 × Moss FK-Spieler des Jahres: 1996